# Tanmatras
Tanmātra  (devanāgarī : तन्मात्र) es un término sánscrito que designa, en la filosofía de la Sāṃkhya, un elemento sutil (substancia u objeto de percepción). Existen cinco tanmātras, que se corresponden respectivamente con los cinco bhūta o mahābhūta como resultado de su evolución. Los tanmātras forman parte de los veinticinco principios (tattva) enumerados y expuestos en la Sāṃkhya Kārikā compuesta por Īśvarakṛṣṇa.

## Cinco tanmatras
Los cinco tanmātras son, según la terminología en sánscrito transliterado (en lengua romane siguiendo el sánscrito en devanāgarī):
- Śabda (शब्द): el sonido o substancia de percepción del oído (śrotra);
- sparśa (स्पर्श): el tacto o substancia de percepción del tacto (tvak);
- rūpa (रूप): el objeto o substancia de percepción de la vista (cakṣus);
- rasa (रस): el sabor o substancia de percepción del gusto (jihvā);
- gandha (गन्ध): el olor o substancia de percepción del olfato (ghrāṇa).